# Confine tra Ucraina e Ungheria

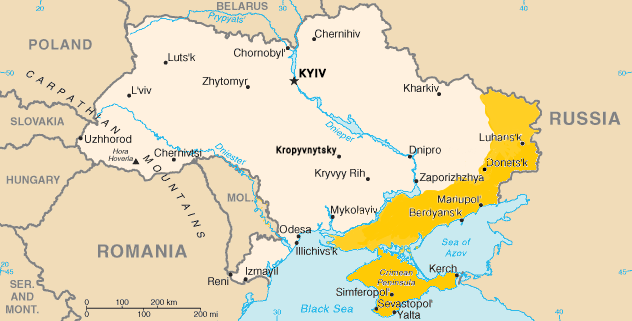
Mappa dell'Ucraina con indicati i paesi confinanti

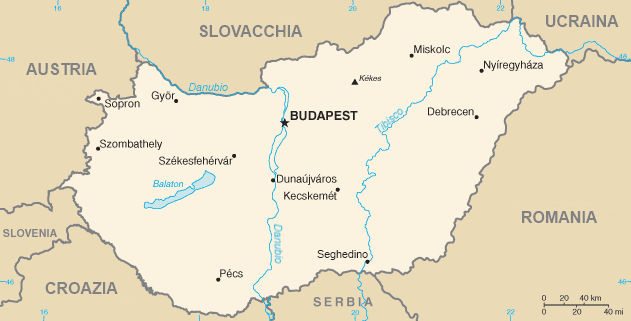
Mappa dell'Ungheria con indicati i confini

Il confine tra l'Ucraina e l'Ungheria descrive la linea di demarcazione tra questi due Stati. Ha una lunghezza di 103 km

## Caratteristiche
Il confine interessa la parte occidentale dell'Ucraina e la parte nord-orientale dell'Ungheria. Ha un andamento generale da nord-ovest a sud-est.
Inizia alla triplice frontiera tra Slovacchia, Ucraina ed Ungheria e termina alla triplice frontiera tra Romania, Ucraina ed Ungheria.
In Ucraina il confine interessa l'oblast' della Transcarpazia. In Ungheria il confine tocca la provincia di Szabolcs-Szatmár-Bereg.